# Расова (Горж)
Расова (рум. Rasova) — село у повіті Горж в Румунії. Входить до складу комуни Белешть.
Село розташоване на відстані 239 км на захід від Бухареста, 7 км на захід від Тиргу-Жіу, 94 км на північний захід від Крайови.

## Населення
За даними перепису населення 2002 року у селі проживала 521 особа, усі — румуни. Усі жителі села рідною мовою назвали румунську.